# 13-та паралель північної широти
13-та паралель північної широти — лінія широти, що лежить на 13 градусів північніше земної екваторіальної площини. Вона проходить через Африку, Азію, Індійський океан, Тихий океан, Центральну Америку, Кариби та Атлантичний океан.
На цій широті під час літнього сонцестояння сонце видно 12 годин 53 хвилини, а під час зимового сонцестояння — 11 годин 22 хвилини.

## Список географічних об'єктів, що перетинає 13° пн. ш.
Починаючи з Гринвіцького меридіану та рухаючись на схід, 13-та паралель північної широти проходить через:
| Координати                                                   | Країна, територія або море | Примітки                                                                                      |
| ------------------------------------------------------------ | -------------------------- | --------------------------------------------------------------------------------------------- |
| 13°0′ пн. ш. 0°0′ сх. д. / 13.000° пн. ш. 0.000° сх. д.      | Буркіна-Фасо               |                                                                                               |
| 13°0′ пн. ш. 1°7′ сх. д. / 13.000° пн. ш. 1.117° сх. д.      | Нігер                      |                                                                                               |
| 13°0′ пн. ш. 4°6′ сх. д. / 13.000° пн. ш. 4.100° сх. д.      | Нігерія                    |                                                                                               |
| 13°0′ пн. ш. 6°55′ сх. д. / 13.000° пн. ш. 6.917° сх. д.     | Нігер                      | Приблизно на 14 км                                                                            |
| 13°0′ пн. ш. 7°3′ сх. д. / 13.000° пн. ш. 7.050° сх. д.      | Нігерія                    |                                                                                               |
| 13°0′ пн. ш. 8°36′ сх. д. / 13.000° пн. ш. 8.600° сх. д.     | Нігер                      |                                                                                               |
| 13°0′ пн. ш. 9°50′ сх. д. / 13.000° пн. ш. 9.833° сх. д.     | Нігерія                    |                                                                                               |
| 13°0′ пн. ш. 13°48′ сх. д. / 13.000° пн. ш. 13.800° сх. д.   | Озеро Чад                  | Проходить територіальними водами Камеруну                                                     |
| 13°0′ пн. ш. 15°10′ сх. д. / 13.000° пн. ш. 15.167° сх. д.   | Чад                        |                                                                                               |
| 13°0′ пн. ш. 21°54′ сх. д. / 13.000° пн. ш. 21.900° сх. д.   | Судан                      |                                                                                               |
| 13°0′ пн. ш. 36°10′ сх. д. / 13.000° пн. ш. 36.167° сх. д.   | Ефіопія                    |                                                                                               |
| 13°0′ пн. ш. 41°53′ сх. д. / 13.000° пн. ш. 41.883° сх. д.   | Еритрея                    |                                                                                               |
| 13°0′ пн. ш. 42°44′ сх. д. / 13.000° пн. ш. 42.733° сх. д.   | Червоне море               |                                                                                               |
| 13°0′ пн. ш. 43°23′ сх. д. / 13.000° пн. ш. 43.383° сх. д.   | Ємен                       |                                                                                               |
| 13°0′ пн. ш. 45°10′ сх. д. / 13.000° пн. ш. 45.167° сх. д.   | Індійський океан           | Аденська затока Аравійське море — проходить північніше острова Сокотра Лаккадівське море      |
| 13°0′ пн. ш. 74°47′ сх. д. / 13.000° пн. ш. 74.783° сх. д.   | Індія                      | Карнатака — проходить через Бенгалуру Андгра-Прадеш Тамілнад — проходить через південь Ченная |
| 13°0′ пн. ш. 80°16′ сх. д. / 13.000° пн. ш. 80.267° сх. д.   | Індійський океан           | Бенгальська затока — проходить північніше острова Інтерв'ю, Індія                             |
| 13°0′ пн. ш. 92°49′ сх. д. / 13.000° пн. ш. 92.817° сх. д.   | Індія                      | Проходить через островів Північний Андаман (Андаманські і Нікобарські острови)                |
| 13°0′ пн. ш. 92°57′ сх. д. / 13.000° пн. ш. 92.950° сх. д.   | Індійський океан           | Андаманське море — проходить північніше острова Саунд[en]                                     |
| 13°0′ пн. ш. 98°17′ сх. д. / 13.000° пн. ш. 98.283° сх. д.   | М'янма                     | Проходить через острів Тавой[en]                                                              |
| 13°0′ пн. ш. 98°18′ сх. д. / 13.000° пн. ш. 98.300° сх. д.   | Індійський океан           | Андаманське море                                                                              |
| 13°0′ пн. ш. 98°36′ сх. д. / 13.000° пн. ш. 98.600° сх. д.   | М'янма                     |                                                                                               |
| 13°0′ пн. ш. 99°11′ сх. д. / 13.000° пн. ш. 99.183° сх. д.   | Таїланд                    | Пхетчабурі                                                                                    |
| 13°0′ пн. ш. 100°4′ сх. д. / 13.000° пн. ш. 100.067° сх. д.  | Бангкокська затока[en]     |                                                                                               |
| 13°0′ пн. ш. 100°56′ сх. д. / 13.000° пн. ш. 100.933° сх. д. | Таїланд                    | Проходить північніше Паттаї                                                                   |
| 13°0′ пн. ш. 102°32′ сх. д. / 13.000° пн. ш. 102.533° сх. д. | Камбоджа                   | Проходить через озеро Тонлесап                                                                |
| 13°0′ пн. ш. 107°30′ сх. д. / 13.000° пн. ш. 107.500° сх. д. | В'єтнам                    |                                                                                               |
| 13°0′ пн. ш. 109°23′ сх. д. / 13.000° пн. ш. 109.383° сх. д. | Південнокитайське море     |                                                                                               |
| 13°0′ пн. ш. 120°46′ сх. д. / 13.000° пн. ш. 120.767° сх. д. | Філіппіни                  | Проходить через острів Міндоро                                                                |
| 13°0′ пн. ш. 121°29′ сх. д. / 13.000° пн. ш. 121.483° сх. д. | Протока Таблас[en]         | Проходить північніше острова Маестро-де-Кампо[de], Філіппіни                                  |
| 13°0′ пн. ш. 122°0′ сх. д. / 13.000° пн. ш. 122.000° сх. д.  | Море Сібуян                | Проходить північніше острова Бантон[en], Філіппіни                                            |
| 13°0′ пн. ш. 123°1′ сх. д. / 13.000° пн. ш. 123.017° сх. д.  | Філіппіни                  | Проходить через острів Буріас                                                                 |
| 13°0′ пн. ш. 123°8′ сх. д. / 13.000° пн. ш. 123.133° сх. д.  | Протока Буріас[en]         |                                                                                               |
| 13°0′ пн. ш. 123°28′ сх. д. / 13.000° пн. ш. 123.467° сх. д. | Філіппіни                  | Проходить через острів Лусон                                                                  |
| 13°0′ пн. ш. 124°9′ сх. д. / 13.000° пн. ш. 124.150° сх. д.  | Тихий океан                | Проходить північніше Гуаму                                                                    |
| 13°0′ пн. ш. 87°38′ зх. д. / 13.000° пн. ш. 87.633° зх. д.   | Нікарагуа                  | Проходить через вулкан Косігуїна                                                              |
| 13°0′ пн. ш. 87°30′ зх. д. / 13.000° пн. ш. 87.500° зх. д.   | Тихий океан                | Затока Фонсека                                                                                |
| 13°0′ пн. ш. 87°19′ зх. д. / 13.000° пн. ш. 87.317° зх. д.   | Гондурас                   | Проходить через крайній південь країни                                                        |
| 13°0′ пн. ш. 87°1′ зх. д. / 13.000° пн. ш. 87.017° зх. д.    | Нікарагуа                  |                                                                                               |
| 13°0′ пн. ш. 83°32′ зх. д. / 13.000° пн. ш. 83.533° зх. д.   | Карибське море             |                                                                                               |
| 13°0′ пн. ш. 61°15′ зх. д. / 13.000° пн. ш. 61.250° зх. д.   | Сент-Вінсент і Гренадини   | Проходить через острів Бекія[en]                                                              |
| 13°0′ пн. ш. 61°13′ зх. д. / 13.000° пн. ш. 61.217° зх. д.   | Атлантичний океан          | Проходить південніше Барбадосу                                                                |
| 13°0′ пн. ш. 16°45′ зх. д. / 13.000° пн. ш. 16.750° зх. д.   | Сенегал                    |                                                                                               |
| 13°0′ пн. ш. 11°25′ зх. д. / 13.000° пн. ш. 11.417° зх. д.   | Малі                       |                                                                                               |
| 13°0′ пн. ш. 4°16′ зх. д. / 13.000° пн. ш. 4.267° зх. д.     | Буркіна-Фасо               |                                                                                               |